# 南沿村镇
南沿村镇，是中华人民共和国河北省邯郸市丛台区下辖的一个乡镇级行政单位。2016年前属永年县。当年，中国国务院批准邯郸市的多个县的行政区划调整。永年县改设为永年区。南沿村镇与小西堡乡、姚寨乡划入丛台区。

## 行政区划
南沿村镇下辖以下地区：
孙李街村、东街村、西街村、南街村、连寨村、西张寨村、杨张寨村、东张寨村、南马庄村、田堡村、韩屯村、谭庄村、前张庄村、后张庄村、宋庄村、路庄村、白庄村、翟庄村、护驾东村、护驾西村、护驾南村、徐庄村、西王庄村、申刘庄村、西沿村、辛庄村、东大慈村、西大慈村、西弓庄村、范庄村和南贾葛村。